# Élections départementales de 2021 en Haute-Vienne
Les élections départementales en Haute-Vienne ont lieu les 20 et 27 juin 2021.

## Contexte départemental

### Assemblée départementale sortante
Avant les élections, le conseil départemental de la Haute-Vienne est présidé par Jean-Claude Leblois (PS). 
Il comprend 42 conseillers départementaux issus des 21 cantons de Haute-Vienne. 
| Président du conseil départemental   |       |       |      |                            |
| Jean-Claude Leblois (PS)             |       |       |      |                            |
| Parti                                | Sigle | Sigle | Élus | Groupes                    |
| Majorité (26 sièges)                 |       |       |      |                            |
| Parti socialiste                     |       | PS    | 23   | Socialistes et apparentés  |
| Divers gauche                        |       | DVG   | 2    | Socialistes et apparentés  |
| Mouvement radical                    |       | MR    | 1    | Socialistes et apparentés  |
| Minorité (4 sièges)                  |       |       |      |                            |
| Alternative démocratie socialisme    |       | ADS   | 3    | ADS-PCF                    |
| Parti communiste français            |       | PCF   | 1    | ADS-PCF                    |
| Opposition (12 sièges)               |       |       |      |                            |
| Les Républicains                     |       | LR    | 6    | Droite-Centre-Indépendants |
| Divers droite                        |       | DVD   | 2    | Droite-Centre-Indépendants |
| Union des démocrates et indépendants |       | UDI   | 2    | Droite-Centre-Indépendants |
| Mouvement démocrate                  |       | MoDem | 1    | Droite-Centre-Indépendants |
| Divers centre                        |       | DVC   | 1    | Droite-Centre-Indépendants |

### Contexte politique
Le conseil départemental est dirigé par une majorité PS-divers gauche, présidée par le socialiste Jean-Claude Leblois, renforcée par une minorité PCF-ADS. La majorité sortante présente dès le premier tour, chose inédite, une alliance avec le PCF, l'ADS, le PRG et Place Publique.
La mandature 2015-2021 a été marquée par une succession de résultats difficiles pour les différents mouvements de gauche, comprenant la perte des trois sièges de députés lors des élections législatives de 2017 au profit de la LREM, puis le bilan médiocre des élections municipales de 2020 dans la Haute-Vienne, avec une fusion impossible entre les trois listes de gauche à Limoges face au maire sortant Émile-Roger Lombertie, facilement réélu, et la perte de la Communauté urbaine Limoges Métropole, notamment liée au passage à droite de Panazol, troisième ville du département.
L'opposition départementale, comprenant une alliance entre centristes, divers droite et élus des Républicains, a connu un échec lors des élections sénatoriales de 2020, lorsque le sénateur sortant centriste Jean-Marc Gabouty et le maire de Limoges se sont neutralisés, laissant le PS reprendre le deuxième siège qu'il avait perdu au scrutin de 2014. 
La stratégie de l'opposition pour ce scrutin départemental repose sur celle de la majorité au conseil municipal de Limoges élue en juillet 2020, comprenant à la fois des élus LR, UDI, MoDem, divers droite, indépendants jusqu'au centre-gauche, dont le soutien à LREM ou aux écologistes est aléatoire selon que l'on parle d'un contexte départemental, régional ou national. 
La majorité départementale de gauche, quant à elle, présente des candidats communs avec le PCF et l'ADS, dès le premier tour. 
À gauche, deux autres collectifs présentent des candidats, après avoir envisagé de le faire sous une seule bannière en s'opposant à certains des projets défendus par la majorité sortante, comme l'aménagement de la route nationale 147 ou du lac de Saint-Pardoux. Le premier, « Relève citoyene », est constitué d'une alliance entre EELV, LFI, GRS, GE et GDS. Ouvertement opposé au Parti socialiste, avec lequel il a rompu les discussions dès l'automne 2020, il présente 13 binômes. Le deuxième collectif est composé de Génération.s et du PG, et se présente sur 6 cantons. Cette situation concurrentielle provoque des duels, voire des affrontements à trois dans plusieurs cantons. Le Rassemblement national peine de son côté à présenter des candidats dans tous les cantons.

### Campagne
Quelques événements marquent la campagne, comme la venue le 4 juin à Panazol des ténors de la droite François Baroin et Christian Jacob, président du parti Les Républicains, dans le cadre de la campagne parallèle des élections régionales ; si elle ne participe pas à ce meeting, Claude Chirac, candidate aux départementales en Corrèze est présente le même jour à Panazol pour inaugurer une esplanade Jacques-Chirac. 
Le 12 juin, un candidat aux élections, Omar Diawara, est la cible d'insultes racistes en public sur le marché de la place Marceau à Limoges. Suspendant un temps sa campagne, et obtenant le soutien de nombreux élus et candidats, il porte plainte.

## Système électoral
Les élections ont lieu au scrutin majoritaire binominal à deux tours. Le système est paritaire : les candidatures sont présentées sous la forme d'un binôme composé d'une femme et d'un homme avec leurs suppléants (une femme et un homme également).
Pour être élu au premier tour, un binôme doit obtenir la majorité absolue des suffrages exprimés et un nombre de suffrages au moins égal à 25 % des électeurs inscrits. Si aucun binôme n'est élu au premier tour, seuls peuvent se présenter au second tour les binômes qui ont obtenu un nombre de suffrages au moins égal à 12,5 % des électeurs inscrits, sans possibilité pour les binômes de fusionner. Est élu au second tour le binôme qui obtient le plus grand nombre de voix.

## Résultats à l'échelle du département
La majorité sortante de gauche renforce sa domination sur l'assemblée départementale : elle perd le canton de Panazol, mais gagne ceux de Limoges-1, Limoges-7 et Châteauponsac.

### Résultats par nuances
Les nuances utilisées par le ministère de l'Intérieur ne tiennent pas compte des alliances locales.
| Binômes                  | Binômes                             | Binômes                  | Premier tour | Premier tour | Premier tour | Second tour | Second tour | Second tour | Total | +/-           |
| Binômes                  | Binômes                             | Binômes                  | Voix         | %            | Sièges       | Voix        | %           | Sièges      | Total | +/-           |
| ------------------------ | ----------------------------------- | ------------------------ | ------------ | ------------ | ------------ | ----------- | ----------- | ----------- | ----- | ------------- |
|                          | Union à gauche                      | UG                       | 22 326       | 24,76        | 0            | 27 947      | 31,03       | 18          | 18    | 14            |
|                          | Parti socialiste                    | SOC                      | 13 013       | 14,43        | 0            | 18 095      | 20,09       | 12          | 12    | 12            |
|                          | Rassemblement national              | RN                       | 11 756       | 13,04        | 0            | 2 283       | 2,53        | 0           | 0     | en stagnation |
|                          | Divers droite                       | DVD                      | 8 434        | 9,35         | 0            | 9 708       | 10,78       | 2           | 2     | en stagnation |
|                          | Divers centre                       | DVC                      | 7 372        | 8,18         | 0            | 9 933       | 11,03       | 4           | 4     | Nv.           |
|                          | Union à gauche avec des écologistes | UGE                      | 6 650        | 7,38         | 0            | 5 706       | 6,34        | 2           | 2     | Nv.           |
|                          | Divers gauche                       | DVG                      | 5 412        | 6,00         | 0            | 3 527       | 3,92        | 2           | 2     | en stagnation |
|                          | Les Républicains                    | LR                       | 4 077        | 4,52         | 0            | 4 632       | 5,14        | 2           | 2     | 2             |
|                          | Écologiste                          | ECO                      | 3 450        | 3,83         | 0            | 1 801       | 2,00        | 0           | 0     | Nv.           |
|                          | Union au centre et à droite         | UCD                      | 2 238        | 2,48         | 0            | 3 045       | 3,38        | 0           | 0     | Nv.           |
|                          | Union au centre et à gauche         | UCG                      | 2 233        | 2,48         | 0            | 1 129       | 1,25        | 0           | 0     | Nv.           |
|                          | Divers                              | DIV                      | 1 456        | 1,61         | 0            | 1 132       | 1,26        | 0           | 0     | en stagnation |
|                          | Union au centre                     | UC                       | 1 056        | 1,17         | 0            | 1 131       | 1,26        | 0           | 0     | Nv.           |
|                          | La France insoumise                 | FI                       | 694          | 0,77         | 0            |             |             |             | 0     | Nv.           |
|                          |                                     |                          |              |              |              |             |             |             |       |               |
| Suffrages exprimés       | Suffrages exprimés                  | Suffrages exprimés       | 90 167       | 92,99        |              | 90 069      | 90,13       |             |       |               |
| Votes blancs             | Votes blancs                        | Votes blancs             | 3 619        | 3,73         | 4 962        | 4,97        |             |             |       |               |
| Votes nuls               | Votes nuls                          | Votes nuls               | 3 182        | 3,28         | 4 897        | 4,90        |             |             |       |               |
| Total                    | Total                               | Total                    | 96 968       | 100          | 0            | 99 928      | 100         | 42          | 42    | en stagnation |
| Abstention               | Abstention                          | Abstention               | 163 380      | 62,75        |              | 160 469     | 61,62       |             |       |               |
| Inscrits / participation | Inscrits / participation            | Inscrits / participation | 260 348      | 37,25        | 260 397      | 38,38       |             |             |       |               |

### Assemblée départementale élue
| Président du conseil départemental |       |       |      |                            |
| Jean-Claude Leblois (PS)           |       |       |      |                            |
| Parti                              | Sigle | Sigle | Élus | Groupes                    |
| Majorité (27 sièges)               |       |       |      |                            |
| Parti socialiste                   |       | PS    | 20   | Socialistes et apparentés  |
| Divers gauche                      |       | DVG   | 7    | Socialistes et apparentés  |
| Minorité (7 sièges)                |       |       |      |                            |
| Parti communiste français          |       | PCF   | 4    | ADS-PCF                    |
| Alternative démocratie socialisme  |       | ADS   | 2    | ADS-PCF                    |
| Divers gauche                      |       | DVG   | 1    | ADS-PCF                    |
| Opposition (8 sièges)              |       |       |      |                            |
| Les Républicains                   |       | LR    | 4    | Droite-Centre-Indépendants |
| Divers centre                      |       | DVC   | 2    | Droite-Centre-Indépendants |
| Divers droite                      |       | DVD   | 1    | Droite-Centre-Indépendants |
| La République en marche            |       | LREM  | 1    | Droite-Centre-Indépendants |

### Élus par canton
| Canton                  | Conseiller Sortant             | Parti | Parti | Conseiller élu                 | Parti | Parti |
| ----------------------- | ------------------------------ | ----- | ----- | ------------------------------ | ----- | ----- |
| Aixe-sur-Vienne         | Sylvie Achard                  |       | PS    | Sylvie Achard                  |       | PS    |
| Aixe-sur-Vienne         | Philippe Barry                 |       | PS    | Philippe Barry                 |       | PS    |
| Ambazac                 | Alain Auzemery                 |       | PS    | Alain Auzemery                 |       | PS    |
| Ambazac                 | Brigitte Lardy                 |       | PS    | Brigitte Lardy                 |       | PS    |
| Bellac                  | Martine Frédaigue-Poupon       |       | PS    | Patricia Marcoux-Lestieux      |       | PCF   |
| Bellac                  | Stéphane Veyriras              |       | PS    | Stéphane Veyriras              |       | PS    |
| Châteauponsac           | Yvonne Jardel                  |       | DVD   | Amandine Sellès                |       | DVG   |
| Châteauponsac           | Gérard Rumeau                  |       | LR    | Alain Jouanny                  |       | DVG   |
| Condat-sur-Vienne       | Annick Morizio                 |       | PS    | Annick Morizio                 |       | PS    |
| Condat-sur-Vienne       | Jean-Louis Nouhaud             |       | PS    | Jean-Louis Nouhaud             |       | PS    |
| Couzeix                 | Évelyne Fontaine               |       | UDI   | Lydie Manus                    |       | DVD   |
| Couzeix                 | Gilles Toulza                  |       | UDI   | Sébastien Larcher              |       | DVD   |
| Eymoutiers              | Thierry Lafarge                |       | ADS   | Patrick Malet                  |       | DVG   |
| Eymoutiers              | Jacqueline Lhomme-Léoment      |       | ADS   | Jacqueline Lhomme-Léoment      |       | ADS   |
| Limoges-1               | Christian Hanus                |       | DVD   | Stéphane Ostrowski             |       | DVG   |
| Limoges-1               | Nathalie Mézille               |       | LR    | Véronique Guilhat-Barret       |       | PS    |
| Limoges-2               | Fabrice Escure                 |       | PS    | Fabrice Escure                 |       | PS    |
| Limoges-2               | Chérifa Tlemsani               |       | PS    | Chérifa Tlemsani               |       | PS    |
| Limoges-3               | Stéphane Destruhaut            |       | PS    | Stéphane Destruhaut            |       | PS    |
| Limoges-3               | Sandrine Rotzler               |       | PS    | Sandrine Rotzler               |       | PS    |
| Limoges-4               | Marlène Laloge                 |       | PS    | Marlène Laloge                 |       | PS    |
| Limoges-4               | Pierre Lefort                  |       | MR    | Pascal Pironneau               |       | PCF   |
| Limoges-5               | Arnaud Boulesteix              |       | PS    | Ludovic Géraudie               |       | PS    |
| Limoges-5               | Isabelle Briquet               |       | PS    | Valérie Paulet                 |       | PCF   |
| Limoges-6               | Raymond Archer                 |       | LR    | Michel Cubertafond             |       | LR    |
| Limoges-6               | Sarah Gentil                   |       | LR    | Sarah Gentil                   |       | LR    |
| Limoges-7               | Nadine Rivet                   |       | MoDem | Cécile Bourdeau                |       | PS    |
| Limoges-7               | Rémy Viroulaud                 |       | LR    | Thierry Miguel                 |       | PS    |
| Limoges-8               | Jean-Marie Bost                |       | LR    | Jean-Marie Bost                |       | LR    |
| Limoges-8               | Isabelle Debourg               |       | LR    | Isabelle Debourg               |       | LR    |
| Limoges-9               | Gilles Bégout                  |       | DVG   | Gilles Bégout                  |       | DVG   |
| Limoges-9               | Gülsen Yildirim                |       | PS    | Gülsen Yildirim                |       | PS    |
| Panazol                 | Laurent Lafaye                 |       | PS    | Pascal Buissière               |       | LR    |
| Panazol                 | Martine Nouhaut                |       | PS    | Isabelle Negrier               |       | LREM  |
| Rochechouart            | Yves Raymondaud                |       | PS    | Yves Raymondaud                |       | PS    |
| Rochechouart            | Jocelyne Réjasse               |       | PS    | Anne-Marie Almoster-Rodrigues  |       | PS    |
| Saint-Junien            | Pierre Allard                  |       | ADS   | Pierre Allard                  |       | ADS   |
| Saint-Junien            | Sylvie Tuyéras                 |       | PCF   | Sylvie Tuyéras                 |       | PCF   |
| Saint-Léonard-de-Noblat | Christelle Aupetit-Berthelemot |       | DVG   | Christelle Aupetit-Berthelemot |       | DVG   |
| Saint-Léonard-de-Noblat | Jean-Claude Leblois            |       | PS    | Jean-Claude Leblois            |       | PS    |
| Saint-Yrieix-la-Perche  | Stéphane Delautrette           |       | PS    | Stéphane Delautrette           |       | PS    |
| Saint-Yrieix-la-Perche  | Monique Plazzi                 |       | PS    | Monique Plazzi                 |       | PS    |

* Conseillers départementaux sortants ne se représentant pas

## Résultats par canton
Les binômes sont présentés par ordre décroissant des résultats au premier tour. En cas de victoire au second tour du binôme arrivé en deuxième place au premier, ses résultats sont indiqués en gras. 

### Canton d'Aixe-sur-Vienne
| Candidats                | Candidats                | Partis                   | Nuance                   | Premier tour | Premier tour | Second tour | Second tour |
| Candidats                | Candidats                | Partis                   | Nuance                   | Voix         | %            | Voix        | %           |
| ------------------------ | ------------------------ | ------------------------ | ------------------------ | ------------ | ------------ | ----------- | ----------- |
|                          | Sylvie Achard            | PS                       | UGE                      | 3 645        | 59,82        | 4 003       | 67,48       |
|                          | Philippe Barry           | PS                       | UGE                      | 3 645        | 59,82        | 4 003       | 67,48       |
|                          | Jean du Boucheron        | DVD                      | DVD                      | 1 468        | 24,09        | 1 929       | 32,52       |
|                          | Marie-Pervenche Ruiz     | DVD                      | DVD                      | 1 468        | 24,09        | 1 929       | 32,52       |
|                          | Rébéca Mariet            | RN                       | RN                       | 980          | 16,08        |             |             |
|                          | Christophe Rousse        | RN                       | RN                       | 980          | 16,08        |             |             |
|                          |                          |                          |                          |              |              |             |             |
| Suffrages exprimés       | Suffrages exprimés       | Suffrages exprimés       | Suffrages exprimés       | 6 093        | 93,67        | 5 932       | 91,25       |
| Votes blancs             | Votes blancs             | Votes blancs             | Votes blancs             | 204          | 3,14         | 277         | 4,26        |
| Votes nuls               | Votes nuls               | Votes nuls               | Votes nuls               | 208          | 3,20         | 292         | 4,49        |
| Total                    | Total                    | Total                    | Total                    | 6 505        | 100          | 6 501       | 100         |
| Abstention               | Abstention               | Abstention               | Abstention               | 9 527        | 59,42        | 9 533       | 59,45       |
| Inscrits / participation | Inscrits / participation | Inscrits / participation | Inscrits / participation | 16 032       | 40,58        | 16 034      | 40,55       |

### Canton d'Ambazac
| Candidats                | Candidats                | Partis                   | Nuance                   | Premier tour | Premier tour | Second tour | Second tour |
| Candidats                | Candidats                | Partis                   | Nuance                   | Voix         | %            | Voix        | %           |
| ------------------------ | ------------------------ | ------------------------ | ------------------------ | ------------ | ------------ | ----------- | ----------- |
|                          | Alain Auzemery           | PS                       | SOC                      | 1 871        | 37,98        | 2 640       | 60,79       |
|                          | Brigitte Lardy           | PS                       | SOC                      | 1 871        | 37,98        | 2 640       | 60,79       |
|                          | Gilles Edme              | DVG                      | UGE                      | 1 170        | 23,75        | 1 703       | 39,21       |
|                          | Claire Gavinet           | GÉ                       | UGE                      | 1 170        | 23,75        | 1 703       | 39,21       |
|                          | Albin Freychet           | RN                       | RN                       | 1 151        | 23,37        |             |             |
|                          | Sandrine Rotily          | RN                       | RN                       | 1 151        | 23,37        |             |             |
|                          | Rodolphe Dugény          | LR                       | LR                       | 734          | 14,90        |             |             |
|                          | Sandrine Marcandella     | LR                       | LR                       | 734          | 14,90        |             |             |
|                          |                          |                          |                          |              |              |             |             |
| Suffrages exprimés       | Suffrages exprimés       | Suffrages exprimés       | Suffrages exprimés       | 4 926        | 92,63        | 4 343       | 81,06       |
| Votes blancs             | Votes blancs             | Votes blancs             | Votes blancs             | 223          | 4,19         | 570         | 10,64       |
| Votes nuls               | Votes nuls               | Votes nuls               | Votes nuls               | 169          | 3,18         | 445         | 8,31        |
| Total                    | Total                    | Total                    | Total                    | 5 318        | 100          | 5 358       | 100         |
| Abstention               | Abstention               | Abstention               | Abstention               | 8 956        | 62,74        | 8 919       | 62,47       |
| Inscrits / participation | Inscrits / participation | Inscrits / participation | Inscrits / participation | 14 274       | 37,26        | 14 277      | 37,53       |

### Canton de Bellac
| Candidats                | Candidats                 | Partis                   | Nuance                   | Premier tour | Premier tour | Second tour | Second tour |
| Candidats                | Candidats                 | Partis                   | Nuance                   | Voix         | %            | Voix        | %           |
| ------------------------ | ------------------------- | ------------------------ | ------------------------ | ------------ | ------------ | ----------- | ----------- |
|                          | Patricia Marcoux-Lestieux | PCF                      | UG                       | 2 544        | 52,29        | 3 439       | 71,65       |
|                          | Stéphane Veyriras         | PS                       | UG                       | 2 544        | 52,29        | 3 439       | 71,65       |
|                          | Philippe Dutertre         | RN                       | RN                       | 993          | 20,41        | 1 361       | 28,35       |
|                          | Nathalie Gérard           | RN                       | RN                       | 993          | 20,41        | 1 361       | 28,35       |
|                          | Pierre-Charles Moreau     | DVD                      | DVD                      | 919          | 18,89        |             |             |
|                          | Samia Riffaud             | DVD                      | DVD                      | 919          | 18,89        |             |             |
|                          | Hugues Blondeau           | DVG                      | DVG                      | 409          | 8,41         |             |             |
|                          | Fabienne Martine Raynaud  | DVG                      | DVG                      | 409          | 8,41         |             |             |
|                          |                           |                          |                          |              |              |             |             |
| Suffrages exprimés       | Suffrages exprimés        | Suffrages exprimés       | Suffrages exprimés       | 4 865        | 93,13        | 4 800       | 89,44       |
| Votes blancs             | Votes blancs              | Votes blancs             | Votes blancs             | 168          | 3,22         | 312         | 5,81        |
| Votes nuls               | Votes nuls                | Votes nuls               | Votes nuls               | 191          | 3,66         | 255         | 4,75        |
| Total                    | Total                     | Total                    | Total                    | 5 224        | 100          | 5 367       | 100         |
| Abstention               | Abstention                | Abstention               | Abstention               | 7 700        | 59,58        | 7 560       | 58,48       |
| Inscrits / participation | Inscrits / participation  | Inscrits / participation | Inscrits / participation | 12 924       | 40,42        | 12 927      | 41,52       |

### Canton de Châteauponsac
| Candidats                | Candidats                | Partis                   | Nuance                   | Premier tour | Premier tour | Second tour | Second tour |
| Candidats                | Candidats                | Partis                   | Nuance                   | Voix         | %            | Voix        | %           |
| ------------------------ | ------------------------ | ------------------------ | ------------------------ | ------------ | ------------ | ----------- | ----------- |
|                          | Alain Jouanny            | DVG                      | DVG                      | 1 855        | 40,52        | 2 346       | 50,44       |
|                          | Amandine Sellès          | DVG                      | DVG                      | 1 855        | 40,52        | 2 346       | 50,44       |
|                          | Gérard Rumeau            | DVD                      | DVD                      | 1 765        | 38,55        | 2 305       | 49,56       |
|                          | Marie-Paule Willems      | DVD                      | DVD                      | 1 765        | 38,55        | 2 305       | 49,56       |
|                          | Sabrina Minguet          | RN                       | RN                       | 958          | 20,93        |             |             |
|                          | Jonathan Willy           | RN                       | RN                       | 958          | 20,93        |             |             |
|                          |                          |                          |                          |              |              |             |             |
| Suffrages exprimés       | Suffrages exprimés       | Suffrages exprimés       | Suffrages exprimés       | 4 578        | 93,79        | 4 651       | 91,81       |
| Votes blancs             | Votes blancs             | Votes blancs             | Votes blancs             | 170          | 3,48         | 196         | 3,87        |
| Votes nuls               | Votes nuls               | Votes nuls               | Votes nuls               | 133          | 2,72         | 219         | 4,32        |
| Total                    | Total                    | Total                    | Total                    | 4 881        | 100          | 5 066       | 100         |
| Abstention               | Abstention               | Abstention               | Abstention               | 7 395        | 60,24        | 7 212       | 58,74       |
| Inscrits / participation | Inscrits / participation | Inscrits / participation | Inscrits / participation | 12 276       | 39,76        | 12 278      | 41,26       |

### Canton de Condat-sur-Vienne
| Candidats                | Candidats                | Partis                   | Nuance                   | Premier tour | Premier tour | Second tour | Second tour |
| Candidats                | Candidats                | Partis                   | Nuance                   | Voix         | %            | Voix        | %           |
| ------------------------ | ------------------------ | ------------------------ | ------------------------ | ------------ | ------------ | ----------- | ----------- |
|                          | Annick Morizio           | PS                       | SOC                      | 2 806        | 50,16        | 3 742       | 67,83       |
|                          | Jean-Louis Nouhaud       | PS                       | SOC                      | 2 806        | 50,16        | 3 742       | 67,83       |
|                          | Christelle Arico         | DVC                      | DVC                      | 1 145        | 20,47        | 1 775       | 32,17       |
|                          | Cédric Enguehard         | DVC                      | DVC                      | 1 145        | 20,47        | 1 775       | 32,17       |
|                          | Isabelle Berthier        | RN                       | RN                       | 949          | 16,96        |             |             |
|                          | Pierre Pasdeloup         | RN                       | RN                       | 949          | 16,96        |             |             |
|                          | Christian Borras         | LFI                      | FI                       | 694          | 12,41        |             |             |
|                          | Sylvie Campion           | LFI                      | FI                       | 694          | 12,41        |             |             |
|                          |                          |                          |                          |              |              |             |             |
| Suffrages exprimés       | Suffrages exprimés       | Suffrages exprimés       | Suffrages exprimés       | 5 594        | 94,72        | 5 517       | 90,74       |
| Votes blancs             | Votes blancs             | Votes blancs             | Votes blancs             | 181          | 3,06         | 299         | 4,92        |
| Votes nuls               | Votes nuls               | Votes nuls               | Votes nuls               | 131          | 2,22         | 264         | 4,34        |
| Total                    | Total                    | Total                    | Total                    | 5 906        | 100          | 6 080       | 100         |
| Abstention               | Abstention               | Abstention               | Abstention               | 9 162        | 60,80        | 8 986       | 59,64       |
| Inscrits / participation | Inscrits / participation | Inscrits / participation | Inscrits / participation | 15 068       | 39,20        | 15 066      | 40,36       |

### Canton de Couzeix
| Candidats                | Candidats                | Partis                   | Nuance                   | Premier tour | Premier tour | Second tour | Second tour |
| Candidats                | Candidats                | Partis                   | Nuance                   | Voix         | %            | Voix        | %           |
| ------------------------ | ------------------------ | ------------------------ | ------------------------ | ------------ | ------------ | ----------- | ----------- |
|                          | Sébastien Larcher        | DVD                      | DVC                      | 1 642        | 27,72        | 3 018       | 52,68       |
|                          | Lydie Manus              | DVD                      | DVC                      | 1 642        | 27,72        | 3 018       | 52,68       |
|                          | Julie Lenfant            | PS                       | UG                       | 1 488        | 25,12        | 2 711       | 47,32       |
|                          | Jean-Yves Rigout         | ADS                      | UG                       | 1 488        | 25,12        | 2 711       | 47,32       |
|                          | Jean-Claude Pastureau    | DVG                      | UCG                      | 1 406        | 23,74        |             |             |
|                          | Béatrice Tricard         | DVG                      | UCG                      | 1 406        | 23,74        |             |             |
|                          | Marie-Claire Arnoult     | RN                       | RN                       | 894          | 15,09        |             |             |
|                          | Aurélien Lafont          | RN                       | RN                       | 894          | 15,09        |             |             |
|                          | Nadège Cauzzi            | DVG                      | ECO                      | 493          | 8,32         |             |             |
|                          | Nicolas Hay              | EÉLV                     | ECO                      | 493          | 8,32         |             |             |
|                          |                          |                          |                          |              |              |             |             |
| Suffrages exprimés       | Suffrages exprimés       | Suffrages exprimés       | Suffrages exprimés       | 5 923        | 95,52        | 5 729       | 90,84       |
| Votes blancs             | Votes blancs             | Votes blancs             | Votes blancs             | 154          | 2,48         | 303         | 4,80        |
| Votes nuls               | Votes nuls               | Votes nuls               | Votes nuls               | 124          | 2,00         | 275         | 4,36        |
| Total                    | Total                    | Total                    | Total                    | 6 201        | 100          | 6 307       | 100         |
| Abstention               | Abstention               | Abstention               | Abstention               | 9 699        | 61,00        | 9 598       | 60,35       |
| Inscrits / participation | Inscrits / participation | Inscrits / participation | Inscrits / participation | 15 900       | 39,00        | 15 905      | 39,65       |

### Canton d'Eymoutiers
| Candidats                | Candidats                 | Partis                   | Nuance                   | Premier tour | Premier tour | Second tour | Second tour |
| Candidats                | Candidats                 | Partis                   | Nuance                   | Voix         | %            | Voix        | %           |
| ------------------------ | ------------------------- | ------------------------ | ------------------------ | ------------ | ------------ | ----------- | ----------- |
|                          | Jacqueline Lhomme-Léoment | ADS                      | UG                       | 2 478        | 45,28        | 3 230       | 55,67       |
|                          | Patrick Malet             | DVG                      | UG                       | 2 478        | 45,28        | 3 230       | 55,67       |
|                          | Alain Debrosse            | DVD                      | DVD                      | 2 291        | 41,86        | 2 572       | 44,33       |
|                          | Émilie Pons-de-Launay     | DVD                      | DVD                      | 2 291        | 41,86        | 2 572       | 44,33       |
|                          | Thérèse Bénétreau         | DVG                      | DVG                      | 704          | 12,86        |             |             |
|                          | Adrien Gatet              | PG                       | DVG                      | 704          | 12,86        |             |             |
|                          |                           |                          |                          |              |              |             |             |
| Suffrages exprimés       | Suffrages exprimés        | Suffrages exprimés       | Suffrages exprimés       | 5 473        | 91,23        | 5 802       | 92,20       |
| Votes blancs             | Votes blancs              | Votes blancs             | Votes blancs             | 302          | 5,03         | 265         | 4,21        |
| Votes nuls               | Votes nuls                | Votes nuls               | Votes nuls               | 224          | 3,73         | 226         | 3,59        |
| Total                    | Total                     | Total                    | Total                    | 5 999        | 100          | 6 293       | 100         |
| Abstention               | Abstention                | Abstention               | Abstention               | 9 172        | 60,46        | 8 880       | 58,53       |
| Inscrits / participation | Inscrits / participation  | Inscrits / participation | Inscrits / participation | 15 171       | 39,54        | 15 173      | 41,47       |

### Canton de Limoges-1
| Candidats                | Candidats                | Partis                   | Nuance                   | Premier tour | Premier tour | Second tour | Second tour |
| Candidats                | Candidats                | Partis                   | Nuance                   | Voix         | %            | Voix        | %           |
| ------------------------ | ------------------------ | ------------------------ | ------------------------ | ------------ | ------------ | ----------- | ----------- |
|                          | Véronique Guilhat-Barret | PS                       | UG                       | 1 224        | 35,38        | 2 092       | 56,99       |
|                          | Stéphane Ostrowski       | DVG                      | UG                       | 1 224        | 35,38        | 2 092       | 56,99       |
|                          | Stéphane Authiat         | LR                       | LR                       | 1 066        | 30,81        | 1 579       | 43,01       |
|                          | Nathalie Mézille         | LR                       | LR                       | 1 066        | 30,81        | 1 579       | 43,01       |
|                          | Fatima Fatimi            | DVC                      | DVC                      | 611          | 17,66        |             |             |
|                          | Christian Hanus          | DVC                      | DVC                      | 611          | 17,66        |             |             |
|                          | Charlotte Lavaud         | EÉLV                     | ECO                      | 559          | 16,16        |             |             |
|                          | Cédric Sous              | EÉLV                     | ECO                      | 559          | 16,16        |             |             |
|                          |                          |                          |                          |              |              |             |             |
| Suffrages exprimés       | Suffrages exprimés       | Suffrages exprimés       | Suffrages exprimés       | 3 460        | 92,41        | 3 671       | 91,30       |
| Votes blancs             | Votes blancs             | Votes blancs             | Votes blancs             | 143          | 3,82         | 167         | 4,15        |
| Votes nuls               | Votes nuls               | Votes nuls               | Votes nuls               | 141          | 3,77         | 183         | 4,55        |
| Total                    | Total                    | Total                    | Total                    | 3 744        | 100          | 4 021       | 100         |
| Abstention               | Abstention               | Abstention               | Abstention               | 7 790        | 67,54        | 7 522       | 65,17       |
| Inscrits / participation | Inscrits / participation | Inscrits / participation | Inscrits / participation | 11 534       | 32,46        | 11 543      | 34,83       |

### Canton de Limoges-2
| Candidats                | Candidats                | Partis                   | Nuance                   | Premier tour | Premier tour | Second tour | Second tour |
| Candidats                | Candidats                | Partis                   | Nuance                   | Voix         | %            | Voix        | %           |
| ------------------------ | ------------------------ | ------------------------ | ------------------------ | ------------ | ------------ | ----------- | ----------- |
|                          | Pierre Lefort            | DIV                      | DIV                      | 901          | 40,49        | 1 132       | 47,28       |
|                          | Patricia Rebeyrole       | DIV                      | DIV                      | 901          | 40,49        | 1 132       | 47,28       |
|                          | Chérifa Tlemsani         | PS                       | SOC                      | 700          | 31,46        | 1 262       | 52,72       |
|                          | Fabrice Escure           | PS                       | SOC                      | 700          | 31,46        | 1 262       | 52,72       |
|                          | Nassima Kessab           | DVG                      | DVG                      | 368          | 16,54        |             |             |
|                          | Hugues Mathieu           | GDS                      | DVG                      | 368          | 16,54        |             |             |
|                          | Thierry Berger           | G.s                      | DVG                      | 256          | 11,51        |             |             |
|                          | Jackie Breuil            | PG                       | DVG                      | 256          | 11,51        |             |             |
|                          |                          |                          |                          |              |              |             |             |
| Suffrages exprimés       | Suffrages exprimés       | Suffrages exprimés       | Suffrages exprimés       | 2 225        | 89,57        | 2 668       | 89,73       |
| Votes blancs             | Votes blancs             | Votes blancs             | Votes blancs             | 139          | 5,60         | 133         | 4,99        |
| Votes nuls               | Votes nuls               | Votes nuls               | Votes nuls               | 120          | 4,83         | 141         | 5,28        |
| Total                    | Total                    | Total                    | Total                    | 2 484        | 100          | 2 668       | 100         |
| Abstention               | Abstention               | Abstention               | Abstention               | 5 981        | 70,66        | 5 801       | 68,50       |
| Inscrits / participation | Inscrits / participation | Inscrits / participation | Inscrits / participation | 8 465        | 29,34        | 8 469       | 31,50       |

### Canton de Limoges-3
| Candidats                | Candidats                | Partis                   | Nuance                   | Premier tour | Premier tour | Second tour | Second tour |
| Candidats                | Candidats                | Partis                   | Nuance                   | Voix         | %            | Voix        | %           |
| ------------------------ | ------------------------ | ------------------------ | ------------------------ | ------------ | ------------ | ----------- | ----------- |
|                          | Sandrine Rotzler         | PS                       | SOC                      | 1 364        | 45,26        | 2 026       | 64,22       |
|                          | Stéphane Destruhaut      | PS                       | SOC                      | 1 364        | 45,26        | 2 026       | 64,22       |
|                          | Omar Diawara             | LREM                     | UCG                      | 827          | 27,44        | 1 129       | 35,78       |
|                          | Muriel Laskar            | Cap21                    | UCG                      | 827          | 27,44        | 1 129       | 35,78       |
|                          | Nadine Ferrière          | LFI                      | UGE                      | 573          | 19,01        |             |             |
|                          | Damien Mazeau            | EÉLV                     | UGE                      | 573          | 19,01        |             |             |
|                          | Éric Cluzeaud            | G.s                      | UG                       | 250          | 8,29         |             |             |
|                          | Nathalie Lecomte         | DVG                      | UG                       | 250          | 8,29         |             |             |
|                          |                          |                          |                          |              |              |             |             |
| Suffrages exprimés       | Suffrages exprimés       | Suffrages exprimés       | Suffrages exprimés       | 3 014        | 88,15        | 3 155       | 88,55       |
| Votes blancs             | Votes blancs             | Votes blancs             | Votes blancs             | 232          | 6,79         | 212         | 5,95        |
| Votes nuls               | Votes nuls               | Votes nuls               | Votes nuls               | 173          | 5,06         | 196         | 5,50        |
| Total                    | Total                    | Total                    | Total                    | 3 419        | 100          | 3 563       | 100         |
| Abstention               | Abstention               | Abstention               | Abstention               | 6 838        | 66,67        | 6 698       | 65,28       |
| Inscrits / participation | Inscrits / participation | Inscrits / participation | Inscrits / participation | 10 257       | 33,33        | 10 261      | 34,72       |

### Canton de Limoges-4
| Candidats                | Candidats                | Partis                   | Nuance                   | Premier tour | Premier tour | Second tour | Second tour |
| Candidats                | Candidats                | Partis                   | Nuance                   | Voix         | %            | Voix        | %           |
| ------------------------ | ------------------------ | ------------------------ | ------------------------ | ------------ | ------------ | ----------- | ----------- |
|                          | Marlène Laloge           | PS                       | UG                       | 797          | 32,69        | 1 594       | 63,35       |
|                          | Pascal Pironneau         | PCF                      | UG                       | 797          | 32,69        | 1 594       | 63,35       |
|                          | Christiane Gédoux        | RN                       | RN                       | 692          | 28,38        | 922         | 36,65       |
|                          | Cyril Louic              | RN                       | RN                       | 692          | 28,38        | 922         | 36,65       |
|                          | Marie de Ferluc          | DIV                      | DIV                      | 555          | 22,76        |             |             |
|                          | Eric Moulinot            | DIV                      | DIV                      | 555          | 22,76        |             |             |
|                          | Yasin Amrouche           | DVG                      | DVG                      | 394          | 16,16        |             |             |
|                          | Bernadette Lopez         | DVG                      | DVG                      | 394          | 16,16        |             |             |
|                          |                          |                          |                          |              |              |             |             |
| Suffrages exprimés       | Suffrages exprimés       | Suffrages exprimés       | Suffrages exprimés       | 2 438        | 93,77        | 2 516       | 90,02       |
| Votes blancs             | Votes blancs             | Votes blancs             | Votes blancs             | 86           | 3,31         | 128         | 4,58        |
| Votes nuls               | Votes nuls               | Votes nuls               | Votes nuls               | 76           | 2,92         | 151         | 5,40        |
| Total                    | Total                    | Total                    | Total                    | 2 600        | 100          | 2 795       | 100         |
| Abstention               | Abstention               | Abstention               | Abstention               | 7 067        | 73,10        | 6 877       | 71,10       |
| Inscrits / participation | Inscrits / participation | Inscrits / participation | Inscrits / participation | 9 667        | 26,90        | 9 662       | 28,90       |

### Canton de Limoges-5
| Candidats                | Candidats                | Partis                   | Nuance                   | Premier tour | Premier tour | Second tour | Second tour |
| Candidats                | Candidats                | Partis                   | Nuance                   | Voix         | %            | Voix        | %           |
| ------------------------ | ------------------------ | ------------------------ | ------------------------ | ------------ | ------------ | ----------- | ----------- |
|                          | Valérie Paulet           | PCF                      | UG                       | 1 599        | 39,91        | 2 466       | 63,05       |
|                          | Ludovic Géraudie         | PS                       | UG                       | 1 599        | 39,91        | 2 466       | 63,05       |
|                          | Bruno Baron              | LR                       | LR                       | 825          | 20,59        | 1 445       | 36,95       |
|                          | Géraldine Bélézy         | DVD                      | LR                       | 825          | 20,59        | 1 445       | 36,95       |
|                          | Agnès Durepaire          | RN                       | RN                       | 780          | 19,47        |             |             |
|                          | Grégory Vauzelle         | RN                       | RN                       | 780          | 19,47        |             |             |
|                          | Soazig Villerbu          | EÉLV                     | UGE                      | 494          | 12,33        |             |             |
|                          | Cyrille Volondat         | LFI                      | UGE                      | 494          | 12,33        |             |             |
|                          | Thierry Baudry           | G.s                      | UG                       | 309          | 7,71         |             |             |
|                          | Chantal Maille           | DVG                      | UG                       | 309          | 7,71         |             |             |
|                          |                          |                          |                          |              |              |             |             |
| Suffrages exprimés       | Suffrages exprimés       | Suffrages exprimés       | Suffrages exprimés       | 4 007        | 93,75        | 3 911       | 88,56       |
| Votes blancs             | Votes blancs             | Votes blancs             | Votes blancs             | 150          | 3,51         | 263         | 5,96        |
| Votes nuls               | Votes nuls               | Votes nuls               | Votes nuls               | 117          | 2,74         | 242         | 5,48        |
| Total                    | Total                    | Total                    | Total                    | 4 274        | 100          | 4 416       | 100         |
| Abstention               | Abstention               | Abstention               | Abstention               | 8 222        | 65,80        | 8 082       | 64,67       |
| Inscrits / participation | Inscrits / participation | Inscrits / participation | Inscrits / participation | 12 496       | 34,20        | 12 498      | 35,33       |

### Canton de Limoges-6
| Candidats                | Candidats                | Partis                   | Nuance                   | Premier tour | Premier tour | Second tour | Second tour |
| Candidats                | Candidats                | Partis                   | Nuance                   | Voix         | %            | Voix        | %           |
| ------------------------ | ------------------------ | ------------------------ | ------------------------ | ------------ | ------------ | ----------- | ----------- |
|                          | Michel Cubertafond       | LR                       | LR                       | 1 452        | 53,32        | 1 608       | 57,66       |
|                          | Sarah Gentil             | LR                       | LR                       | 1 452        | 53,32        | 1 608       | 57,66       |
|                          | Karine Renard-Gibaud     | DVG                      | DVG                      | 590          | 21,67        | 1 181       | 42,34       |
|                          | Bruno Bancaud            | DVG                      | DVG                      | 590          | 21,67        | 1 181       | 42,34       |
|                          | Quentin Debat            | EÉLV                     | ECO                      | 459          | 16,86        |             |             |
|                          | Delphine Rochet          | EÉLV                     | ECO                      | 459          | 16,86        |             |             |
|                          | Jean-Sébastien Faury     | DVG                      | DVG                      | 222          | 8,15         |             |             |
|                          | Candy Russo              | DVG                      | DVG                      | 222          | 8,15         |             |             |
|                          |                          |                          |                          |              |              |             |             |
| Suffrages exprimés       | Suffrages exprimés       | Suffrages exprimés       | Suffrages exprimés       | 2 723        | 93,80        | 2 789       | 92,94       |
| Votes blancs             | Votes blancs             | Votes blancs             | Votes blancs             | 100          | 3,44         | 108         | 3,60        |
| Votes nuls               | Votes nuls               | Votes nuls               | Votes nuls               | 80           | 2,76         | 104         | 3,47        |
| Total                    | Total                    | Total                    | Total                    | 2 903        | 100          | 3 001       | 100         |
| Abstention               | Abstention               | Abstention               | Abstention               | 5 998        | 67,39        | 5 900       | 66,28       |
| Inscrits / participation | Inscrits / participation | Inscrits / participation | Inscrits / participation | 8 901        | 32,61        | 8 901       | 33,72       |

### Canton de Limoges-7
| Candidats                | Candidats                | Partis                   | Nuance                   | Premier tour | Premier tour | Second tour | Second tour |
| Candidats                | Candidats                | Partis                   | Nuance                   | Voix         | %            | Voix        | %           |
| ------------------------ | ------------------------ | ------------------------ | ------------------------ | ------------ | ------------ | ----------- | ----------- |
|                          | Nadine Rivet             | MoDem                    | UCD                      | 982          | 42,18        | 1 212       | 47,89       |
|                          | Rémy Viroulaud           | LR                       | UCD                      | 982          | 42,18        | 1 212       | 47,89       |
|                          | Cécile Bourdeau          | DVG                      | UG                       | 904          | 38,83        | 1 319       | 52,11       |
|                          | Thierry Miguel           | DVG                      | UG                       | 904          | 38,83        | 1 319       | 52,11       |
|                          | Annie Roger              | EÉLV                     | UGE                      | 305          | 13,10        |             |             |
|                          | Guy Sallen               | LFI                      | UGE                      | 305          | 13,10        |             |             |
|                          | Franck Larouquie         | DVG                      | UG                       | 137          | 5,88         |             |             |
|                          | Frédérique Puymérail     | G.s                      | UG                       | 137          | 5,88         |             |             |
|                          |                          |                          |                          |              |              |             |             |
| Suffrages exprimés       | Suffrages exprimés       | Suffrages exprimés       | Suffrages exprimés       | 2 328        | 92,93        | 2 531       | 92,95       |
| Votes blancs             | Votes blancs             | Votes blancs             | Votes blancs             | 96           | 3,83         | 98          | 3,60        |
| Votes nuls               | Votes nuls               | Votes nuls               | Votes nuls               | 81           | 3,23         | 94          | 3,45        |
| Total                    | Total                    | Total                    | Total                    | 2 505        | 100          | 2 723       | 100         |
| Abstention               | Abstention               | Abstention               | Abstention               | 5 422        | 68,40        | 5 207       | 65,66       |
| Inscrits / participation | Inscrits / participation | Inscrits / participation | Inscrits / participation | 7 927        | 31,60        | 7 930       | 34,34       |

### Canton de Limoges-8
| Candidats                | Candidats                | Partis                   | Nuance                   | Premier tour | Premier tour | Second tour | Second tour |
| Candidats                | Candidats                | Partis                   | Nuance                   | Voix         | %            | Voix        | %           |
| ------------------------ | ------------------------ | ------------------------ | ------------------------ | ------------ | ------------ | ----------- | ----------- |
|                          | Jean-Marie Bost          | LR                       | DVD                      | 949          | 38,53        | 1 350       | 53,78       |
|                          | Isabelle Debourg         | LR                       | DVD                      | 949          | 38,53        | 1 350       | 53,78       |
|                          | Romain Batissou          | PS                       | SOC                      | 659          | 26,76        | 1 160       | 46,22       |
|                          | Corinne Pago             | PS                       | SOC                      | 659          | 26,76        | 1 160       | 46,22       |
|                          | Marie Abel               | EÉLV                     | UGE                      | 463          | 18,80        |             |             |
|                          | Daniel Gendarme          | GRS                      | UGE                      | 463          | 18,80        |             |             |
|                          | Emmanuelle Barrera       | RN                       | RN                       | 392          | 15,92        |             |             |
|                          | Jacques Duverger         | RN                       | RN                       | 392          | 15,92        |             |             |
|                          |                          |                          |                          |              |              |             |             |
| Suffrages exprimés       | Suffrages exprimés       | Suffrages exprimés       | Suffrages exprimés       | 2 463        | 94,88        | 2 510       | 91,44       |
| Votes blancs             | Votes blancs             | Votes blancs             | Votes blancs             | 86           | 3,31         | 134         | 4,88        |
| Votes nuls               | Votes nuls               | Votes nuls               | Votes nuls               | 47           | 1,81         | 101         | 3,68        |
| Total                    | Total                    | Total                    | Total                    | 2 596        | 100          | 2 745       | 100         |
| Abstention               | Abstention               | Abstention               | Abstention               | 5 790        | 69,04        | 5 644       | 67,28       |
| Inscrits / participation | Inscrits / participation | Inscrits / participation | Inscrits / participation | 8 386        | 30,96        | 8 389       | 32,72       |

### Canton de Limoges-9
| Candidats                | Candidats                | Partis                   | Nuance                   | Premier tour | Premier tour | Second tour | Second tour |
| Candidats                | Candidats                | Partis                   | Nuance                   | Voix         | %            | Voix        | %           |
| ------------------------ | ------------------------ | ------------------------ | ------------------------ | ------------ | ------------ | ----------- | ----------- |
|                          | Gilles Bégout            | DVG                      | UG                       | 2 332        | 68,83        | 2 474       | 68,63       |
|                          | Gulsen Yildirim          | PS                       | UG                       | 2 332        | 68,83        | 2 474       | 68,63       |
|                          | Jacques Grandjean        | DVC                      | UC                       | 1 056        | 31,17        | 1 131       | 31,37       |
|                          | Nezha Najim              | DVC                      | UC                       | 1 056        | 31,17        | 1 131       | 31,37       |
|                          |                          |                          |                          |              |              |             |             |
| Suffrages exprimés       | Suffrages exprimés       | Suffrages exprimés       | Suffrages exprimés       | 3 388        | 88,07        | 3 605       | 89,61       |
| Votes blancs             | Votes blancs             | Votes blancs             | Votes blancs             | 220          | 5,72         | 203         | 5,05        |
| Votes nuls               | Votes nuls               | Votes nuls               | Votes nuls               | 239          | 6,21         | 215         | 5,34        |
| Total                    | Total                    | Total                    | Total                    | 3 847        | 100          | 4 023       | 100         |
| Abstention               | Abstention               | Abstention               | Abstention               | 7 339        | 65,61        | 7 164       | 64,04       |
| Inscrits / participation | Inscrits / participation | Inscrits / participation | Inscrits / participation | 11 186       | 34,39        | 11 187      | 35,96       |

### Canton de Panazol
| Candidats                | Candidats                | Partis                   | Nuance                   | Premier tour | Premier tour | Second tour | Second tour |
| Candidats                | Candidats                | Partis                   | Nuance                   | Voix         | %            | Voix        | %           |
| ------------------------ | ------------------------ | ------------------------ | ------------------------ | ------------ | ------------ | ----------- | ----------- |
|                          | Pascal Bussière          | LR                       | DVC                      | 2 630        | 52,26        | 3 045       | 57,29       |
|                          | Isabelle Négrier         | LREM                     | DVC                      | 2 630        | 52,26        | 3 045       | 57,29       |
|                          | Valérie Millon           | DVG                      | UG                       | 1 849        | 36,74        | 2 270       | 42,71       |
|                          | Gaston Chassain          | PS                       | UG                       | 1 849        | 36,74        | 2 270       | 42,71       |
|                          | Monica Castro            | DVG                      | ECO                      | 554          | 11,01        |             |             |
|                          | Laurent Jarry            | EÉLV                     | ECO                      | 554          | 11,01        |             |             |
|                          |                          |                          |                          |              |              |             |             |
| Suffrages exprimés       | Suffrages exprimés       | Suffrages exprimés       | Suffrages exprimés       | 5 033        | 93,93        | 5 315       | 94,10       |
| Votes blancs             | Votes blancs             | Votes blancs             | Votes blancs             | 166          | 3,10         | 164         | 2,90        |
| Votes nuls               | Votes nuls               | Votes nuls               | Votes nuls               | 159          | 2,97         | 169         | 2,99        |
| Total                    | Total                    | Total                    | Total                    | 5 358        | 100          | 5 648       | 100         |
| Abstention               | Abstention               | Abstention               | Abstention               | 7 622        | 58,72        | 7 335       | 56,50       |
| Inscrits / participation | Inscrits / participation | Inscrits / participation | Inscrits / participation | 12 980       | 41,28        | 12 983      | 43,50       |

### Canton de Rochechouart
| Candidats                | Candidats                     | Partis                   | Nuance                   | Premier tour | Premier tour | Second tour | Second tour |
| Candidats                | Candidats                     | Partis                   | Nuance                   | Voix         | %            | Voix        | %           |
| ------------------------ | ----------------------------- | ------------------------ | ------------------------ | ------------ | ------------ | ----------- | ----------- |
|                          | Anne Marie Almoster Rodrigues | PS                       | SOC                      | 2 389        | 49,01        | 3 201       | 67,35       |
|                          | Yves Raymondaud               | PS                       | SOC                      | 2 389        | 49,01        | 3 201       | 67,35       |
|                          | Vanessa Lannette              | LR                       | DVD                      | 1 042        | 21,37        | 1 552       | 32,65       |
|                          | Jean-Philippe Verne           | OF                       | DVD                      | 1 042        | 21,37        | 1 552       | 32,65       |
|                          | Brigitte Malgoire             | RN                       | RN                       | 830          | 17,03        |             |             |
|                          | Philippe Vivin                | RN                       | RN                       | 830          | 17,03        |             |             |
|                          | Dorothée Olivier              | DVG                      | DVG                      | 614          | 12,59        |             |             |
|                          | Jean-Pierre Pataud            | DVG                      | DVG                      | 614          | 12,59        |             |             |
|                          |                               |                          |                          |              |              |             |             |
| Suffrages exprimés       | Suffrages exprimés            | Suffrages exprimés       | Suffrages exprimés       | 4 875        | 92,79        | 4 753       | 89,38       |
| Votes blancs             | Votes blancs                  | Votes blancs             | Votes blancs             | 184          | 3,50         | 252         | 4,74        |
| Votes nuls               | Votes nuls                    | Votes nuls               | Votes nuls               | 195          | 3,71         | 313         | 5,89        |
| Total                    | Total                         | Total                    | Total                    | 5 254        | 100          | 5 318       | 100         |
| Abstention               | Abstention                    | Abstention               | Abstention               | 7 585        | 59,08        | 7 523       | 58,59       |
| Inscrits / participation | Inscrits / participation      | Inscrits / participation | Inscrits / participation | 12 839       | 40,92        | 12 841      | 41,41       |

### Canton de Saint-Junien
| Candidats                | Candidats                | Partis                   | Nuance                   | Premier tour | Premier tour | Second tour | Second tour |
| Candidats                | Candidats                | Partis                   | Nuance                   | Voix         | %            | Voix        | %           |
| ------------------------ | ------------------------ | ------------------------ | ------------------------ | ------------ | ------------ | ----------- | ----------- |
|                          | Sylvie Tuyéras           | PCF                      | UG                       | 3 031        | 54,66        | 3 378       | 65,22       |
|                          | Pierre Allard            | ADS                      | UG                       | 3 031        | 54,66        | 3 378       | 65,22       |
|                          | Line Coltel              | ÉCO                      | ECO                      | 1 385        | 24,98        | 1 801       | 34,78       |
|                          | Frédéric Dauvergne       | ÉCO                      | ECO                      | 1 385        | 24,98        | 1 801       | 34,78       |
|                          | Jean-Claude Clavel       | RN                       | RN                       | 1 129        | 20,36        |             |             |
|                          | Marie-Renée Loedel       | RN                       | RN                       | 1 129        | 20,36        |             |             |
|                          |                          |                          |                          |              |              |             |             |
| Suffrages exprimés       | Suffrages exprimés       | Suffrages exprimés       | Suffrages exprimés       | 5 545        | 92,66        | 5 179       | 87,74       |
| Votes blancs             | Votes blancs             | Votes blancs             | Votes blancs             | 216          | 3,61         | 324         | 5,49        |
| Votes nuls               | Votes nuls               | Votes nuls               | Votes nuls               | 223          | 3,73         | 400         | 6,78        |
| Total                    | Total                    | Total                    | Total                    | 5 984        | 100          | 5 903       | 100         |
| Abstention               | Abstention               | Abstention               | Abstention               | 9 485        | 61,32        | 9 570       | 61,85       |
| Inscrits / participation | Inscrits / participation | Inscrits / participation | Inscrits / participation | 15 469       | 38,68        | 15 473      | 38,15       |

### Canton de Saint-Léonard-de-Noblat
| Candidats                | Candidats                      | Partis                   | Nuance                   | Premier tour | Premier tour | Second tour | Second tour |
| Candidats                | Candidats                      | Partis                   | Nuance                   | Voix         | %            | Voix        | %           |
| ------------------------ | ------------------------------ | ------------------------ | ------------------------ | ------------ | ------------ | ----------- | ----------- |
|                          | Christelle Aupetit-Berthelemot | DVG                      | UG                       | 2 704        | 55,29        | 2 974       | 61,87       |
|                          | Jean-Claude Leblois            | PS                       | UG                       | 2 704        | 55,29        | 2 974       | 61,87       |
|                          | Carole Pagès                   | DVD                      | UCD                      | 1 256        | 25,68        | 1 833       | 38,13       |
|                          | Jean Valière-Vialeix           | DVD                      | UCD                      | 1 256        | 25,68        | 1 833       | 38,13       |
|                          | Nicole Morange                 | RN                       | RN                       | 931          | 19,03        |             |             |
|                          | David Soulat                   | RN                       | RN                       | 931          | 19,03        |             |             |
|                          |                                |                          |                          |              |              |             |             |
| Suffrages exprimés       | Suffrages exprimés             | Suffrages exprimés       | Suffrages exprimés       | 4 891        | 93,95        | 4 807       | 91,11       |
| Votes blancs             | Votes blancs                   | Votes blancs             | Votes blancs             | 172          | 3,30         | 224         | 4,25        |
| Votes nuls               | Votes nuls                     | Votes nuls               | Votes nuls               | 143          | 2,75         | 245         | 4,64        |
| Total                    | Total                          | Total                    | Total                    | 5 206        | 100          | 5 276       | 100         |
| Abstention               | Abstention                     | Abstention               | Abstention               | 7 324        | 58,45        | 7 254       | 57,89       |
| Inscrits / participation | Inscrits / participation       | Inscrits / participation | Inscrits / participation | 12 530       | 41,55        | 12 530      | 42,11       |

### Canton de Saint-Yrieix-la-Perche
| Candidats                | Candidats                | Partis                   | Nuance                   | Premier tour | Premier tour | Second tour | Second tour |
| Candidats                | Candidats                | Partis                   | Nuance                   | Voix         | %            | Voix        | %           |
| ------------------------ | ------------------------ | ------------------------ | ------------------------ | ------------ | ------------ | ----------- | ----------- |
|                          | Monique Plazzi           | PS                       | SOC                      | 3 224        | 50,97        | 4 064       | 65,98       |
|                          | Stéphane Delautrette     | PS                       | SOC                      | 3 224        | 50,97        | 4 064       | 65,98       |
|                          | Gilles Trebier           | DVC                      | DVC                      | 1 344        | 21,25        | 2 095       | 34,02       |
|                          | Sylvie Vallade           | DVC                      | DVC                      | 1 344        | 21,25        | 2 095       | 34,02       |
|                          | Christophe Lechevallier  | RN                       | RN                       | 1 077        | 17,03        |             |             |
|                          | Claire Rigaud            | RN                       | RN                       | 1 077        | 17,03        |             |             |
|                          | Régis de Tienda          | DVG                      | UG                       | 680          | 10,75        |             |             |
|                          | Delphine Perrier-Gay     | DVG                      | UG                       | 680          | 10,75        |             |             |
|                          |                          |                          |                          |              |              |             |             |
| Suffrages exprimés       | Suffrages exprimés       | Suffrages exprimés       | Suffrages exprimés       | 6 325        | 93,57        | 6 159       | 89,83       |
| Votes blancs             | Votes blancs             | Votes blancs             | Votes blancs             | 227          | 3,36         | 330         | 4,81        |
| Votes nuls               | Votes nuls               | Votes nuls               | Votes nuls               | 208          | 3,08         | 367         | 5,35        |
| Total                    | Total                    | Total                    | Total                    | 6 760        | 100          | 6 856       | 100         |
| Abstention               | Abstention               | Abstention               | Abstention               | 9 306        | 57,92        | 9 204       | 57,31       |
| Inscrits / participation | Inscrits / participation | Inscrits / participation | Inscrits / participation | 16 066       | 42,08        | 16 600      | 42,69       |